# Litauen i olympiska vinterspelen 2010
Litauen deltog vid de olympiska vinterspelen 2010.

## Uttagna till OS
| Namn                  | Kön | Sport                      |
| --------------------- | --- | -------------------------- |
| Vitalijus Rumiancevas | H   | Alpin skidåkning (1 aktiv) |
| Irina Terentjeva      | D   | Längdskidåkning (4 aktiva) |
| Aleksejus Novoselskis | D   | Längdskidåkning (4 aktiva) |
| Mantas Strolia        | D   | Längdskidåkning (4 aktiva) |
| Modestas Vaičiulis    | D   | Längdskidåkning (4 aktiva) |
| Diana Rasimovičiūtė   | D   | Skidskytte (1 aktiv)       |

## Återbud
Litauen hade kvalificerat sig för deltagande i konståkning under de olympiska vinterspelen 2010 efter att Deividas Stagniūnas och Katherine Copely kom på 14:e plats i Världsmästerskapen i konståkning 2009 men eftersom Katherine Copely inte var Litauansk medborgare så kunde de inte tävla. Katherines begäran om medborgarskap nekades av president Dalia Grybauskaitė och platsen lämnades tom.